# Cantone di Mézières-Centre-Ouest
Il Cantone di Mézières-Centre-Ouest era una divisione amministrativa dell'arrondissement di Charleville-Mézières.
A seguito della riforma approvata con decreto del 21 febbraio 2014, che ha avuto attuazione dopo le elezioni dipartimentali del 2015, è stato soppresso.

## Composizione
Comprendeva parte della città di Charleville-Mézières e i comuni di:
- Belval
- Évigny
- Fagnon
- Neuville-lès-This
- Prix-lès-Mézières
- Sury
- This
- Warcq
- Warnécourt